# Paloma (canção)
"Paloma" é uma canção do rapper italiano Fred De Palma, lançado em 3 de julho de 2020 pela Warner Music Italy. Conta com participação da cantora brasileira Anitta.

## Antecedentes
Paloma foi anunciado pelos dois intérpretes em 30 de junho de 2020.

## Desempenho nas tabelas musicais
| País — Tabela musical (2020)      | Posição de pico |
| --------------------------------- | --------------- |
| Itália (Hot 100 Italia)           | 4               |
| Itália (Italian Top 50)           | 9               |
| Itália (Italy Digital Song Sales) | 5               |
| Itália (FIMI)                     | 4               |

## Vendas e certificações
| Região        | Certificação | Vendas |
| ------------- | ------------ | ------ |
| Itália (FIMI) | Platina      | 70.000 |

## Históricos de lançamentos
| País   | Data               | Formato(s)                 | Gravadora(s) | Ref.  |
| ------ | ------------------ | -------------------------- | ------------ | ----- |
| Vários | 3 de julho de 2020 | Download digital streaming | Warner       | [ 8 ] |
| Itália | 3 de julho de 2020 | Rádios mainstream          | Warner       | [ 9 ] |